# سنیاتین
سنیاتین (به روسی: Снятин)  شهری در استان ایوانو فرانکیسوک در کشور اوکراین واقع شده‌است. جمعیت این شهر ۹,۸۴۴ نفر (۲۰۲۱ تخمینی) است.

## نگارخانه

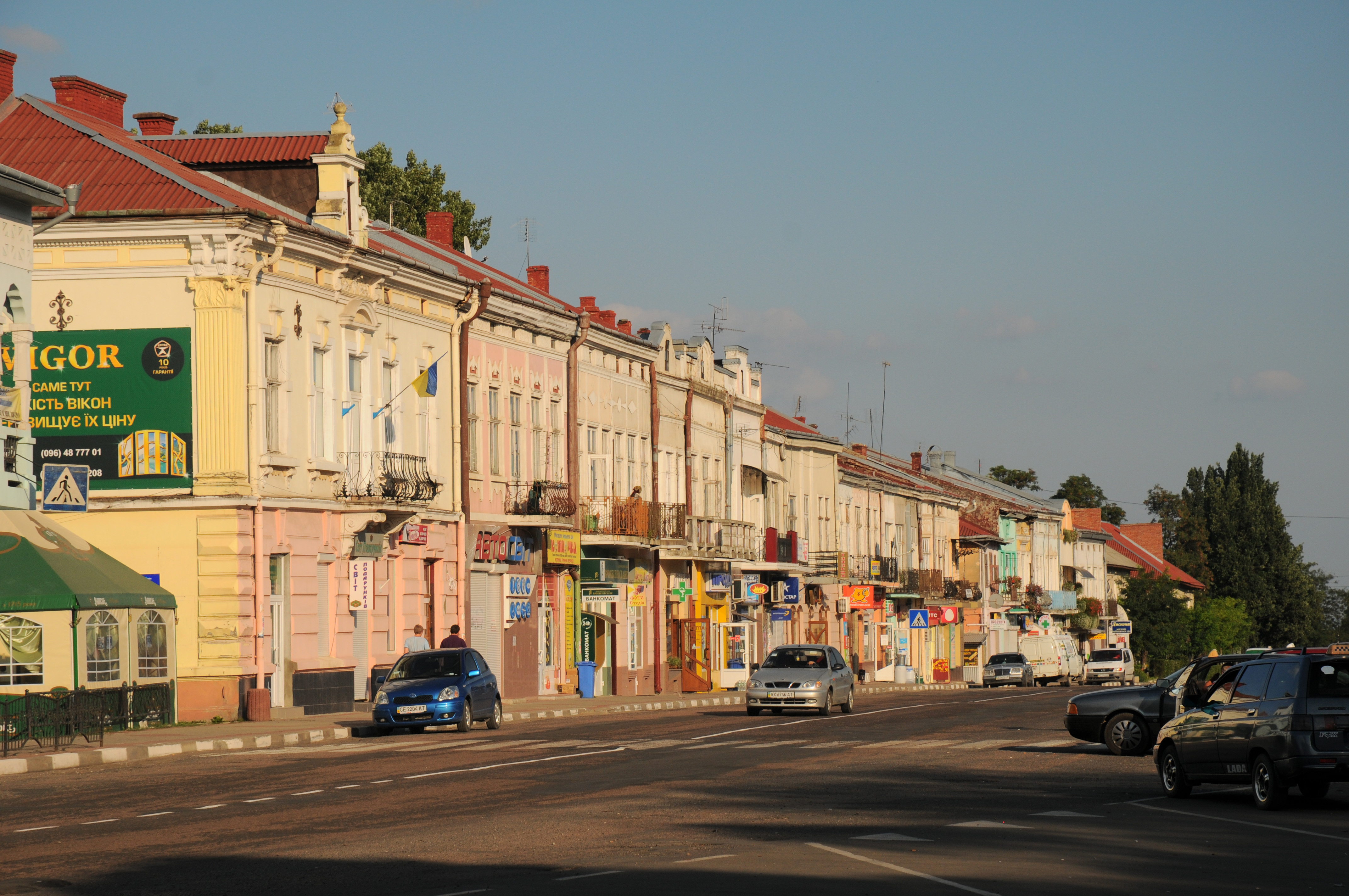
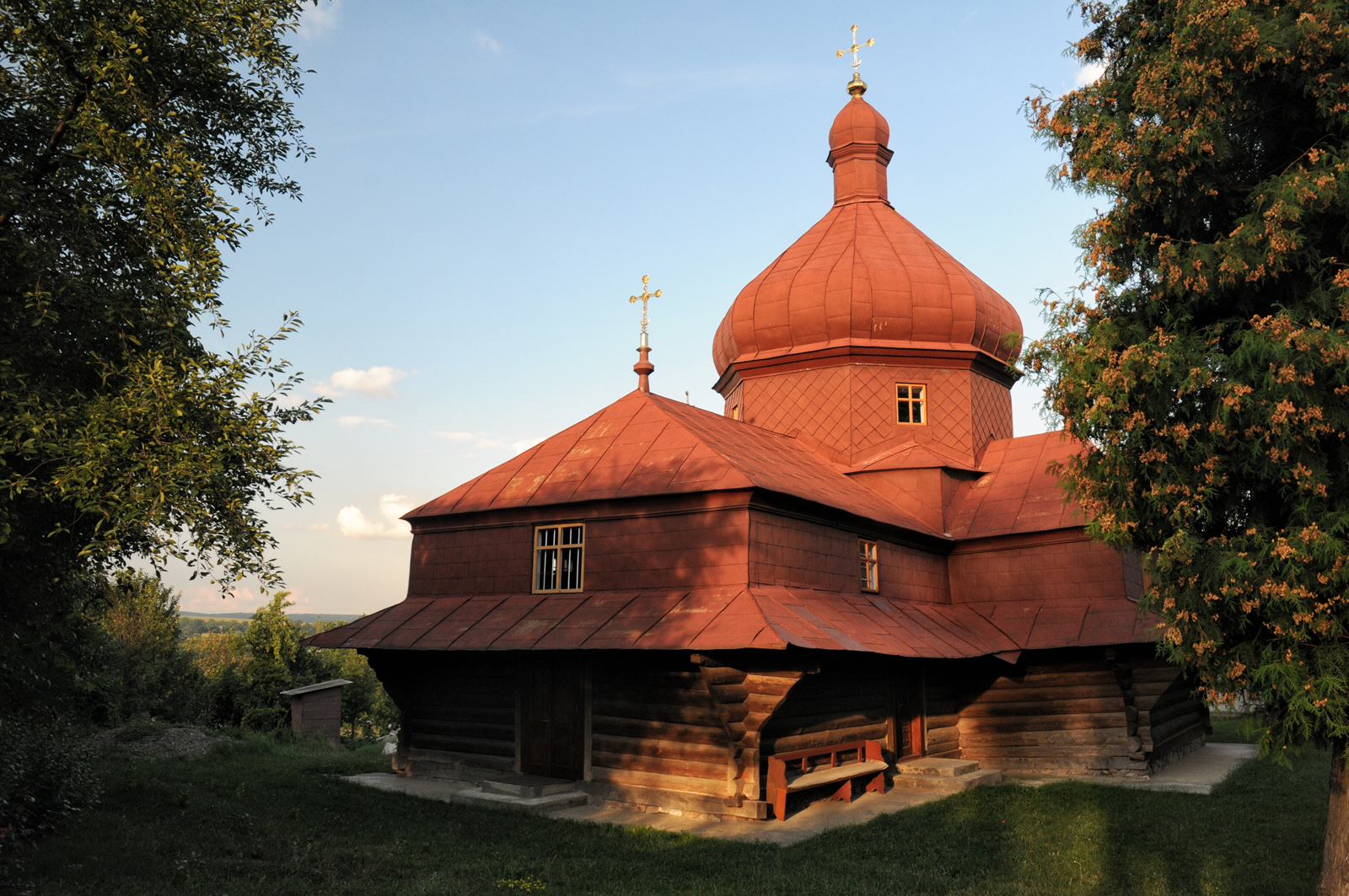
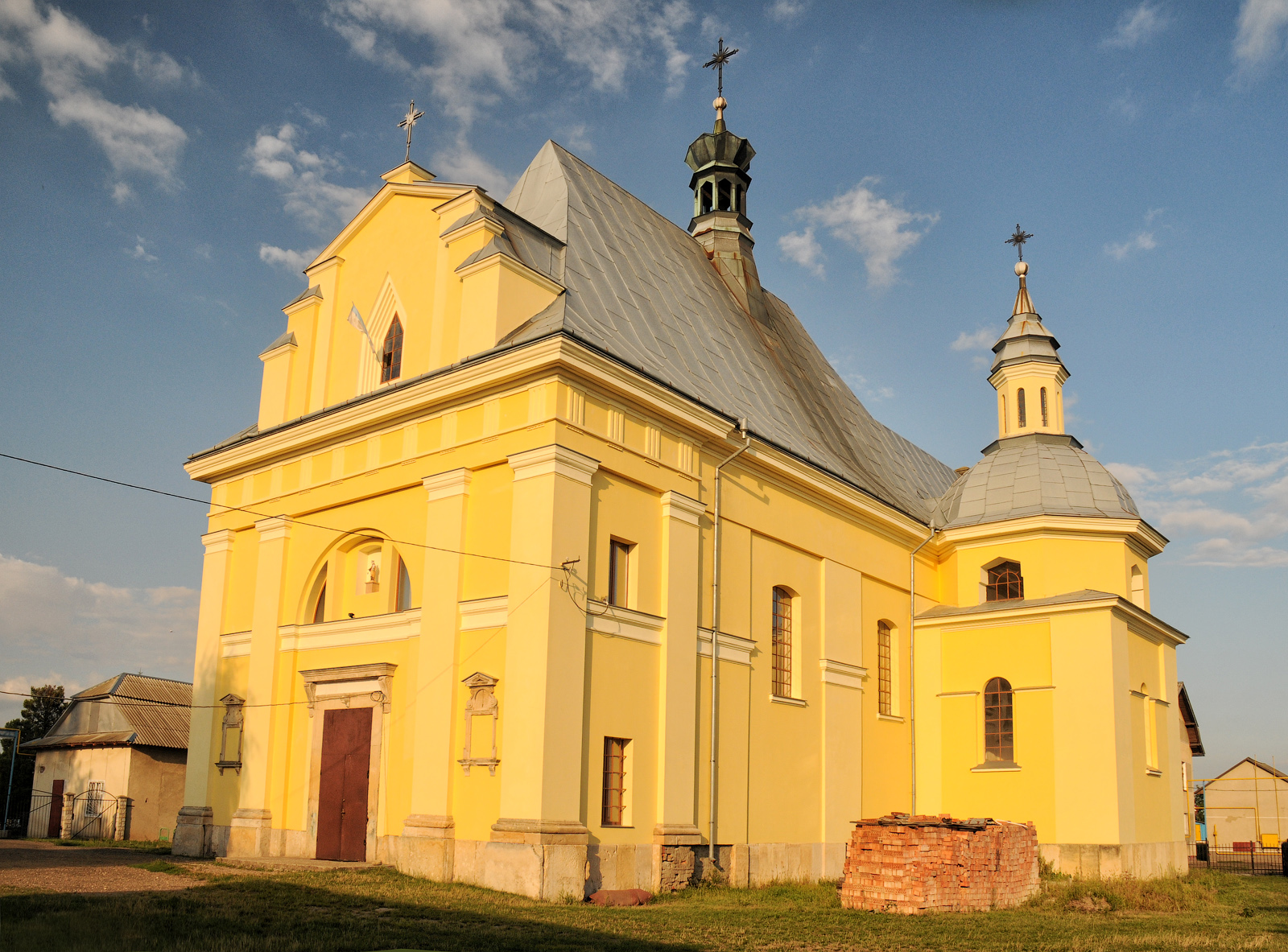
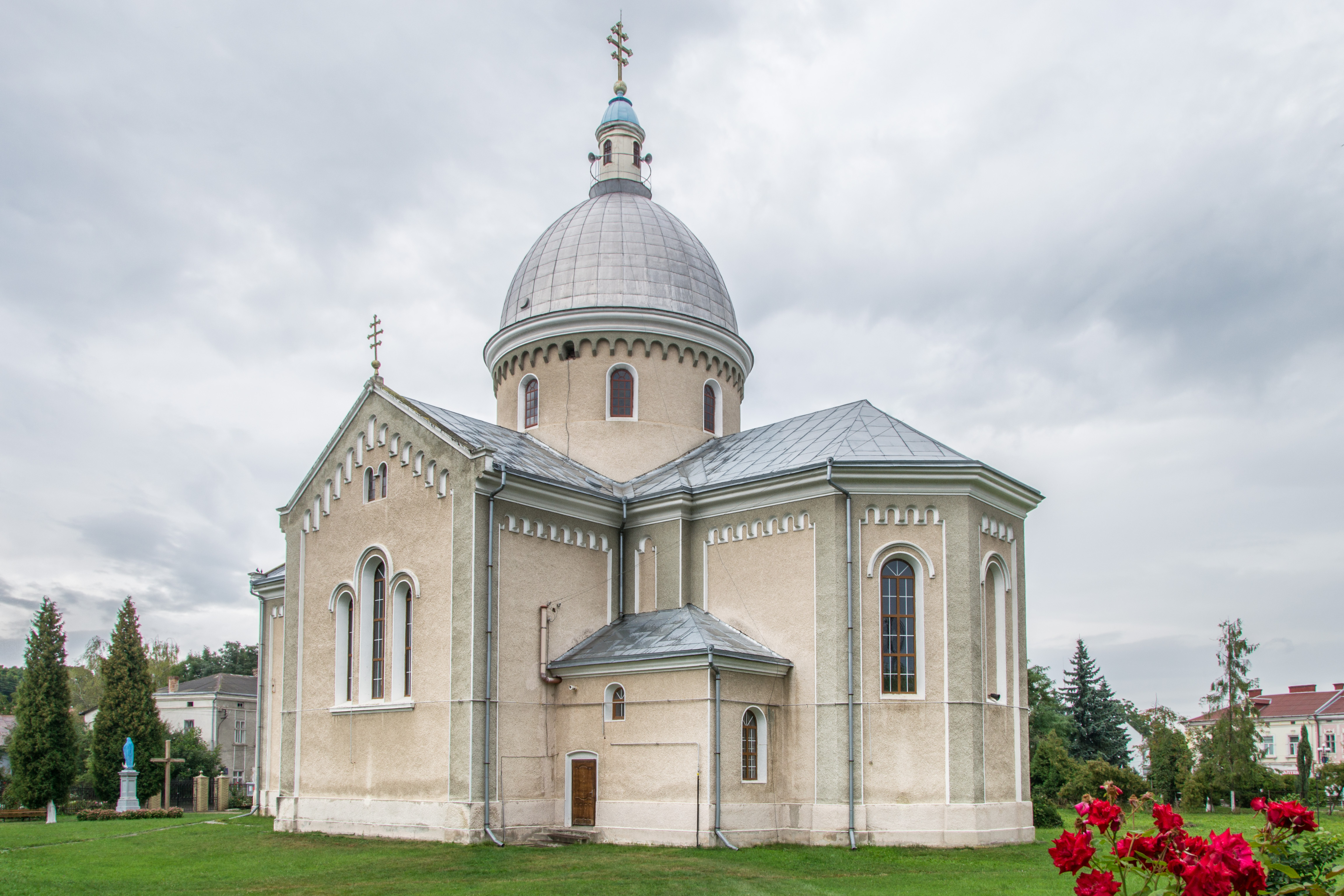